# Fulla (Göttin)
Fulla ist in der nordischen Mythologie die Dienerin der Göttin Frigg und zählt zu den Asinnen. Sie ist eine Jungfrau und hütet das Schmuckkästchen der Göttermutter. Da sie auch in der Skaldendichtung vorkommt, dürfte sie eine gewisse Bedeutung gehabt haben.
In der südgermanischen Mythologie ist Volla die Schwester der Göttin Frija und versucht zusammen mit dieser das gestrauchelte Pferd von Phol zu heilen. Erwähnt wird sie im Zweiten Merseburger Zauberspruch.
In der Religionsforschung wird angenommen, dass germ. *Fullô („Überfluss“), der Name der Fruchtbarkeitsgöttin gewesen ist. In Skandinavien hat die sich in die „schmuckfrohe“ Fruchtbarkeitsgöttin Freyja („Herrin“) und die Dienerin Fulla aufgeteilt, im Süden scheint ihre alte Funktion noch erhalten zu sein.